# D2-VTR
D-2 VTRとはコンポジットデジタル記録方式を採用したVTRの規格である。主に放送業務関連で用いられた。

## 解説
ソニーとアンペックスが1988年に開発したもので、日本国内では日本民間放送連盟がNTSC放送用の番組およびCM素材の交換規準として採用したため素材の受け渡しや放送番組の送出に広く用いられた。
D-2 VTRに先行してコンポーネントデジタル記録方式のD-1 VTRが規格化・製品化（1987年）されたものの放送局では機器が高価なこと（VTRだけでなく編集設備もコンポーネント信号に対応させる必要がある、コンポジット信号用機器も残るので変換機器が必要など）、ビデオテープのランニングコストが高いことなどからD-2 VTRの方が普及した。このため、コンポジット映像を編集する映像編集スタジオでもD-2編集室を整備するに至り1990年代に普及が進んだ。
しかし輝度信号と色信号が合成されたコンポジット映像信号の記録方式のために、デジタル放送やDVD-Video等、元々コンポーネント映像信号を用いる最近のデジタルメディアでD-2をマスターに使うと、コンポーネント方式に変換する際にクロスカラーとドット妨害の発生が避けられず画質が劣化する。このためデジタル放送への転換が進むにつれ、送出用としては使用されなくなった。2016年に機材修理のサポートが終了し、その後D-2テープメディアの販売も終了したため役目を終え、大部分の記録済みメディアはLTOやオプティカルディスク（アーカイバル・ディスク）に変換された。テレビ東京は2016年の新社屋移転にテレビ東京52年分の映像大放出!モヤモヤ映像廃棄センター〜こんなVTR新社屋に持って行けません〜として、一部の番組を変換せずに廃棄している。

## D-2 フォーマット概要
NTSC：525/60、2:1インターレース方式の場合
- 記録方式：ヘリカルスキャン方式
- 記録ヘッド数：4
- ヘッドドラム径：75mm
- ヘッドドラム回転数：89.82Hz（約5400rpm）
- カセットテープサイズ: 254×150×33mm（M）、他にLとSがあり
- テープ磁性体：メタルテープ（塗布型）
- テープ幅：19mm（3/4インチ）
- テープ送り速度：約131.7mm/s
- 記録トラック幅：39.1μm（ガードバンド無しアジマス記録）
- 信号方式：デジタル
  - 記録速度：総合 127Mbps
  - 情報源符号化方式
    - 映像：14.318MHz（4×fsc）8ビット 非圧縮デジタル
    - 音声：非圧縮 48kHz/20ビット直線量子化×4ch

  - 伝送路符号化方式：M2+RS誤り訂正符号

## 規格名称
- SMPTE ST 245：記録方式[5]
- SMPTE ST 246：磁気テープ規格[6]
- SMPTE ST 226：テープカセット規格（D-1/D-2共通）[7]
- SMPTE ST 247：テープへの記録フォーマット（映像データ）[8]
- SMPTE ST 248：同上（タイムコード、制御、キューデータ）[9]
- SMPTE ST 244：パラレルインターフェース規格[10]